# Aleksandr Aleksandrovich Skvortsov
Aleksandr Aleksandrovich Skvortsov  (del ruso: Aлександр Aлександрович Скворцов) (Shchólkovo, Moscú, 5 de mayo de 1966) es un cosmonauta ruso retirado. Es veterano de tres vuelos espaciales a la Estación Espacial Internacional en misiones de larga duración. Su primer vuelo espacial tuvo lugar entre abril y septiembre de 2010, y se puso en marcha con la nave Soyuz TMA-18. Formó parte de la Expedición 23, de la cual Oleg Kotov fue el comandante. Cuando la Expedición 24 inició en junio, se convirtió en el comandante de dicha expedición. Pasó 176 días en el espacio.

## Vida personal
Skvortsov está casado con Elena Georgievna Skvortsova (née Krasnikova). Tienen una hija, Anna Aleksandrovna Skvortsova, nacida en 1990. Su padre es Aleksandr Aleksandrovich Skvortsov, nacido en 1942 y su madre es Nina Ivanovna Skvortsova (Zabelina), nacida en 1938. Los pasatiempos de Skvortsov incluyen buceo, fútbol, bádminton, pesca, la caza y el turismo. Él es también un calificado instructor de submarinismo y parapente propulsado .

## Educación
Skvortsov se graduó en la Fuerza Aérea Stavropol Piloto y Navigator School (ubicado en el Aeropuerto Stavropol Shpakovskoye ) como piloto ingeniero en 1987, y en 1997 de la Red de la Academia de Defensa Aérea Militar Banner. Actualmente se trabaja hacia una licenciatura en Derecho en la Academia Rusa de Administración Pública.

## Premios
A Skvortsov le fue concedido:
- Héroe de la Federación Rusa
- Piloto-Cosmonauta de la Federación Rusa
- Medalla Conmemorativa del 70.º Aniversario de las Fuerzas Armadas de la URSS
- Fuerzas Armadas de Rusia Medalla de Servicio Meritorio de la 1 ª, 2 ª y 3 ª grado,
- Medalla de Encomio del tercero grado,
- Medalla de Servicio Superior Militar de segundo grado

## Experiencia
Skvortsov voló aeronaves L-39, MiG -23 y Su-27 como piloto, piloto de alto nivel y el jefe de la formación de las aeronaves. Skvortsov ha registrado alrededor de 1000 horas de vuelo. Él es un piloto de la Fuerza Aérea de la clase 1, un buzo calificado e instructor paraborne.

## Carrera de Cosmonauta

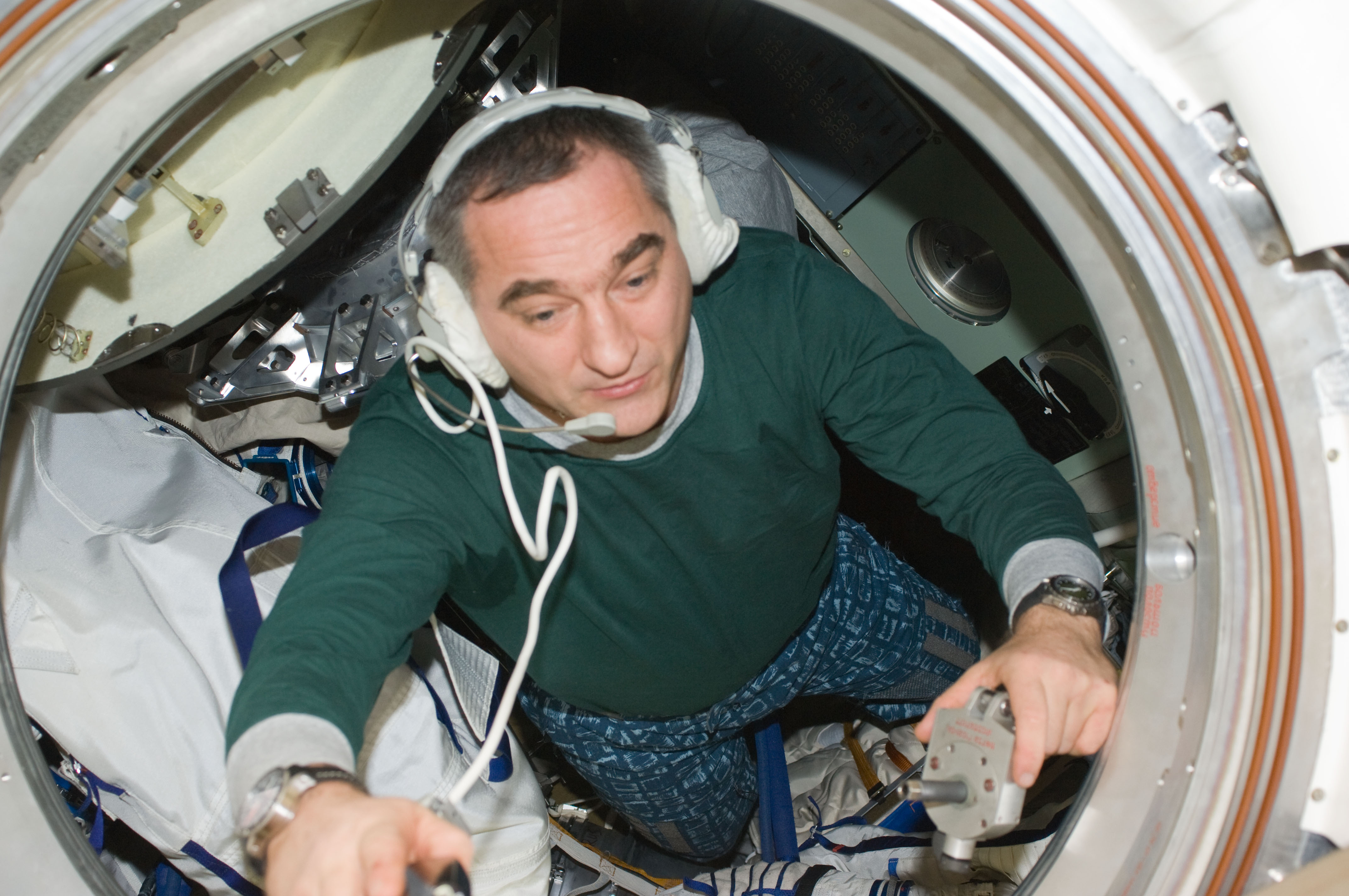
Skvortsov dentro de la Soyuz TMA-18 haciendo los preparativos finales para desacoplarse de la ISS.

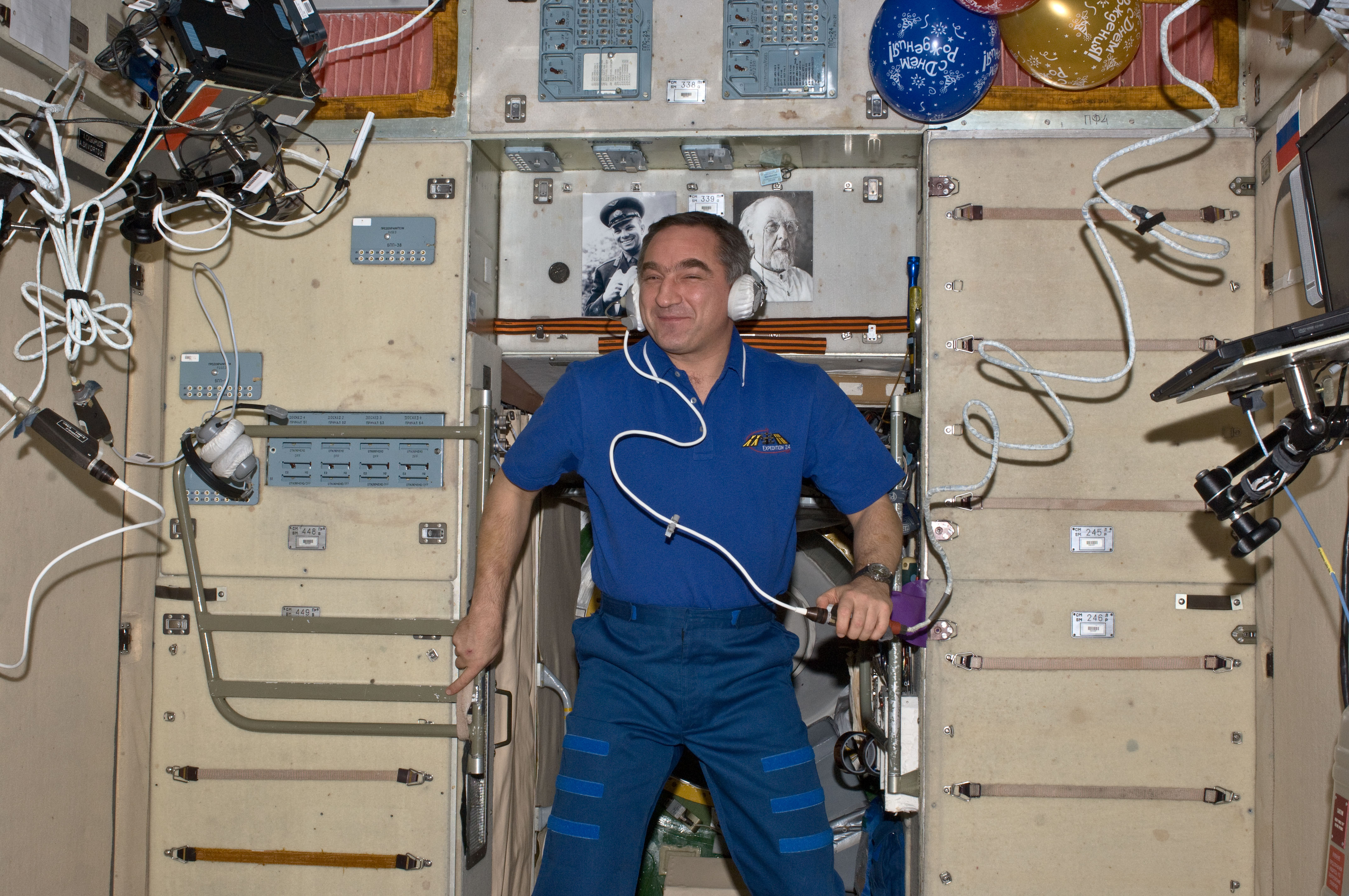
Skvortsov en el interior del módulo de servicio Zvezda de la estación espacial.

Skvortsov completó el entrenamiento espacial básico de enero de 1998 a noviembre de 1999. Él fue calificado como una prueba-cosmonauta en noviembre de 1999. A partir de enero de 2000 fue de la formación avanzada de la Estación Espacial Internacional. En marzo de 2008, Skvortsov fue asignado a la Expedición 21 / 22 tripulación de reserva como ingeniero de vuelo y comandante de la Soyuz TMA.

### Expedición 23/24
Skvortsov sirvió como ingeniero de vuelo para la Estación Espacial Internacional (ISS) en la Expedición 23. Él viajó a la ISS a bordo de la Soyuz TMA- 18, junto con el cosmonauta ruso compañero Mikhail Korniyenko y astronauta de la NASA Tracy Caldwell Dyson, el 2 de abril de 2010 desde el cosmódromo de Baikonur, en Kazajistán. Celebró su 44 cumpleaños en el espacio a bordo de la ISS el 6 de mayo de 2010.
Skvortsov fue el comandante de la Expedición 24 a la ISS. En el "cambio de comando" ceremonia tradicional celebrada el 31 de mayo de 2010, a bordo de la Expedición 23 a la ISS el comandante Oleg Kotov transmitió sus funciones a Skvortsov.
Ending Expedición 24, la nave espacial Soyuz TMA-18 que lleva el Comandante Alexander Skvortsov, Mikhail Kornienko, y astronauta de la NASA Tracy Caldwell Dyson se desacopló de la estación espacial a las 10:02 p. m. EDT el 24 de septiembre de 2010. Después de un descenso normal, la tripulación Soyuz aterrizó a las 5:23 a. m. Hora del Este, cerca de Arkalyk , Kazajistán el 25 de septiembre.
Después de regresar a la Tierra y compartir sus experiencias al público, Skvorsov dijo " Me encanta la comida picante, yo hago la salsa de chile muy caliente. Yo me lo perdí mal. Terminé toda la salsa de tomate stock picante en la ISS y sorprendí a todos al hacer y comer sándwiches wasabi. Ese es mi combustible, tan buena como la de un cohete ".